# Інамбу криводзьобий
Інамбу криводзьобий (Nothoprocta curvirostris) — вид птахів родини тинамових (Tinamidae).

## Поширення
Птах розповсюджений в Андах південного Еквадору і у північній частині Перу.

## Опис
Птах сягає 28 см завдовжки. Тіло зверху темно-коричневого забарвлення з чорними плямами та білими прожилками. Верх голови чорний, боки голови і горло білі, груди руді з білими плямами, черево жовто-коричневе. Ноги коричневі.

## Спосіб життя
Вид трапляється у високогірних луках на висоті 2800-3700 м. Живиться в основному фруктами та ягодами. В невеликих кількостях їсть безхребетних, квіти, насіння. Яйця насиджує самець. В одній кладці можуть бути яйця від 4 самиць. Гнізда розміщені на землі. Інкубація триває 2-3 тижня.

## Підвиди
- Nothoprocta curvirostris curvirostris розповсюджений в центральній частині Еквадору та північного Перу.
- Nothoprocta curvirostris peruviana розповсюджений в північній і центральній частині Перу.